# George Underwood
George Bernard Underwood (ur. 4 listopada 1884 w Manchesterze w stanie New Hampshire, zm. 28 sierpnia 1943 w Bostonie) – amerykański lekkoatleta średnio- i długodystansowiec, mistrz olimpijski z Saint Louis.
Na igrzyskach olimpijskich w 1904 w Saint Louis startował w biegu na 400 metrów, zajmując miejsce poza pierwszą szóstką oraz w biegu na 800 metrów, w którym był czwarty. Wystąpił również w biegu drużynowym na dystansie 4 mil reprezentując New York Athletic Club. Wraz z kolegami (Arthur Newton, Paul Pilgrim, Howard Valentine i David Munson) zwyciężył w tej konkurencji, wyprzedzając o 1 punkt drużynę mieszaną startującą jako Chicago Athletic Association. Indywidualnie Underwood był piąty.
Później był znanym dziennikarzem sportowym. Pracował dla New York World (zajmował się tam boksem), New York Morning Telegraph, Boston American i Boston Globe. Był także funkcjonariuszem Madison Square Garden.
Rekord życiowy na dystansie 800 m czasem 1.56,5 s. ustanowił w wieku 20 lat (1904).